# مجموعة أسيتوكسي

بنية مجموعة أسيتوكسي (بالأزرق).

مجموعة أسيتوكسي في الكيمياء العضوية هي مجموعة وظيفية لها البنية العامة -CH3-C(=O)-O ، ويرمز لها AcO أو OAc.
تختلف مجموعة أسيتوكسي عن مجموعة الأسيتيل -(CH3-C(=O بوجود ذرة أكسجين إضافية، حيث
أّن اسم المجموعة بالأصل هو اختصار أسيتيل-أوكسي.

## الاستخدامات
يمكن لمجموعة أسيتوكسي أن تستخدم مجموعة حماية للمجموعات الكحولية في الاصطناع العضوي.